# Mascouten

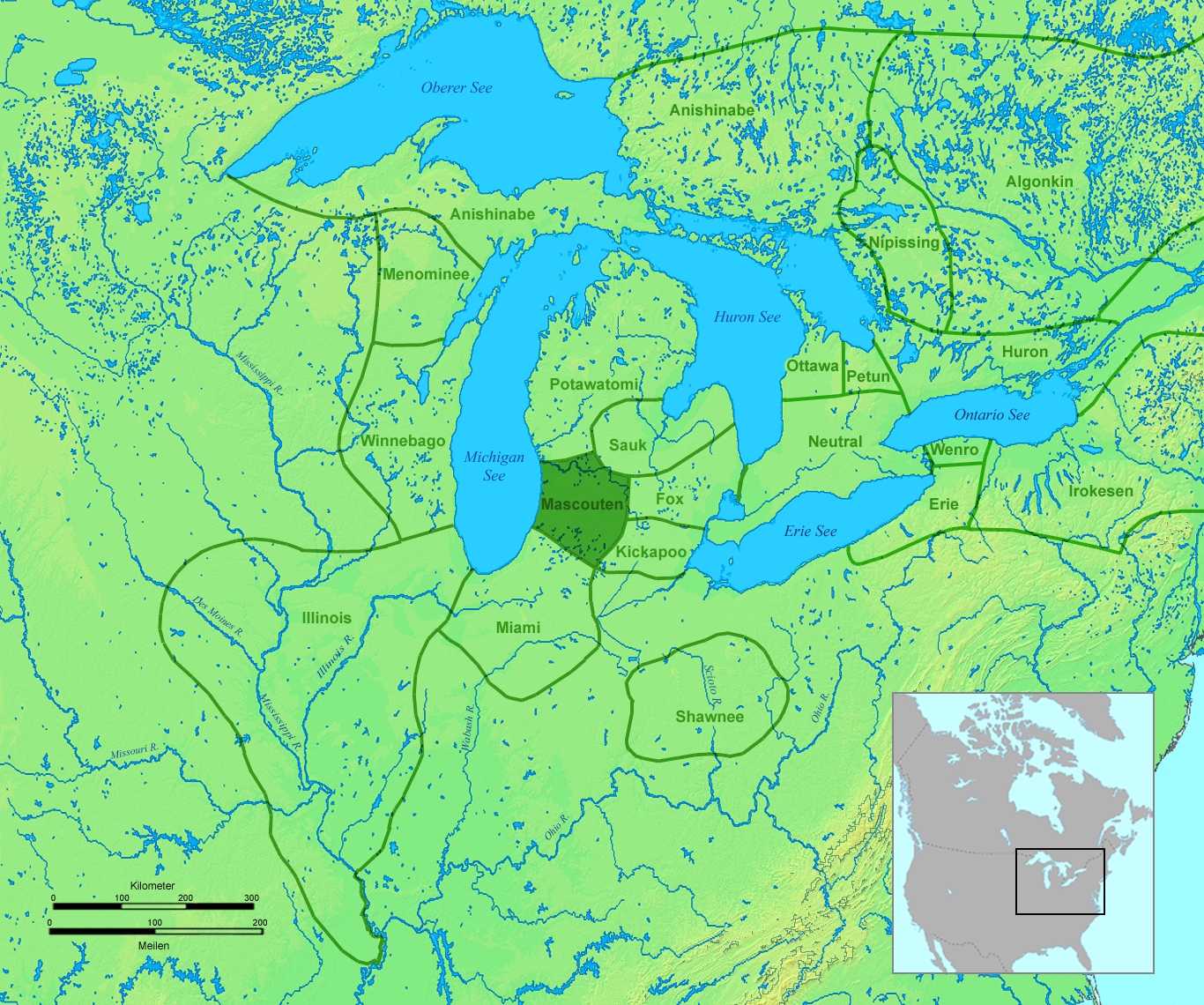
Wohn- und Jagdgebiet der Mascouten um 1650.

Die Mascouten (auch Mascoutin, Mathkoutench oder Musketoon genannt) waren ein zu den Algonkin zählender Indianerstamm am Mississippi unweit der heutigen Grenze zwischen Wisconsin und Illinois. Ihre Selbstbezeichnung ist nicht überliefert. Der Name Mascouten, kleines Prärievolk, wurde ihnen von den Fox beigelegt. Sie wurden im Zuge der Biberkriege geschwächt und lösten sich in zwei Gruppen auf.
Um 1670 schätzten Franzosen die Mascouten auf rund 2.000 Stammesangehörige, doch ist anzunehmen, dass ihre Zahl zu dieser Zeit bereits um die Hälfte bis zwei Drittel dezimiert worden war. Um 1760/70 lebten wohl 500 von ihnen am Lake Michigan, 800 am Wabash zusammen mit Piankashaw und Vermilion-Kickapoo. US-Berichte von 1813 und 1825 erwähnen sie nur noch als einen mit den letztgenannten verschmolzenen Stamm.

## Kultur
Das traditionelle Wohn- und Jagdgebiet der Mascouten östlich des Michigansees bestand aus ausgedehnten Grasflächen und Wäldern. Im Frühling erneuerten sie die Hütten im großen Sommerdorf und pflanzten Mais und Gemüse in den Gärten. Im Sommer gingen sie mit befreundeten Stämmen auf gemeinsame Büffeljagd und im Herbst trennten sie sich in kleine Gruppen. Sie bezogen das Winterlager und jagten von dort aus Bären und Hirsche. Um 1728 beteiligten sie sich am Pelzhandel mit den Franzosen und fuhren mit Kanus zu den Handelsplätzen. Aus den Aufzeichnungen der Jesuiten geht außerdem hervor, dass sie Friedens- und Kriegshäuptlinge besaßen und der Stamm aus fünf oder sechs „Nationen“  bestand, die sich vermutlich aus verschiedenen Klans zusammensetzten. Sie glaubten an persönliche tierische Schutzgeister, die sie durch Visionen kennenlernten und praktizierten Hundeopfer. Die wenigen kulturellen Merkmale, die den Mascouten definitiv zugeschrieben werden können, bestätigen die Annahme, dass ihre Lebensweise und Kultur derjenigen der Kickapoo und Fox entsprach. Die Sprache der Mascouten ist praktisch unbekannt und war vermutlich ein Dialekt der Sauk-Fox-Kickapoo-Sprache.

## Identität
Nach mehrfachen Umzügen und einem erheblichen Bevölkerungsrückgang durch Epidemien und Kriege verloren sie nach 1800 ihre Stammesidentität, indem sie sich mit den Kickapoo vereinigten. Der Stamm gilt als relativ unbekannt, deshalb vermuteten einige Wissenschaftler, dass die Mascouten möglicherweise mit einem besser bekannten Stamm verwechselt werden. Tatsächlich können die wenigen Quellen zu der Annahme verleiten, dass sich die verfügbaren Aufzeichnungen auf den Teil eines anderen, bekannteren Stammes deuten, der sich in historischer Zeit mit den Kickapoo vereinigt hat. Die Wyandot nannten die Mascouten „Atsistaehronon“, das „Nation des Feuers“ (französisch „Nation du Feu“) bedeutet. Die Behauptung, die Mascouten würden mit den Potawatomi verwechselt, konnte durch zahlreiche Argumente widerlegt werden. Diese Annahme stützt sich auf die falsche Hypothese, dass der Name Potawatomi (in Ojibwa: Po-te-wa-tami) „Volk am Platz des Feuers“  bedeutet und ähnliche Namen in verschiedenen Sprachen sich nur auf diesen Stamm beziehen könnten.
Die gesamte Geschichte der Mascouten enthält keinerlei konkrete Hinweise darauf, dass sie möglicherweise zu den Shawnee oder Sauk gehören könnten. Die These, Mascouten sei die Bezeichnung für einen von den Franzosen nicht identifizierter Stamm der Algonkin ist ebenfalls widerlegt worden.

## Geschichte

### Erste Erwähnungen, Flucht vor Irokesen

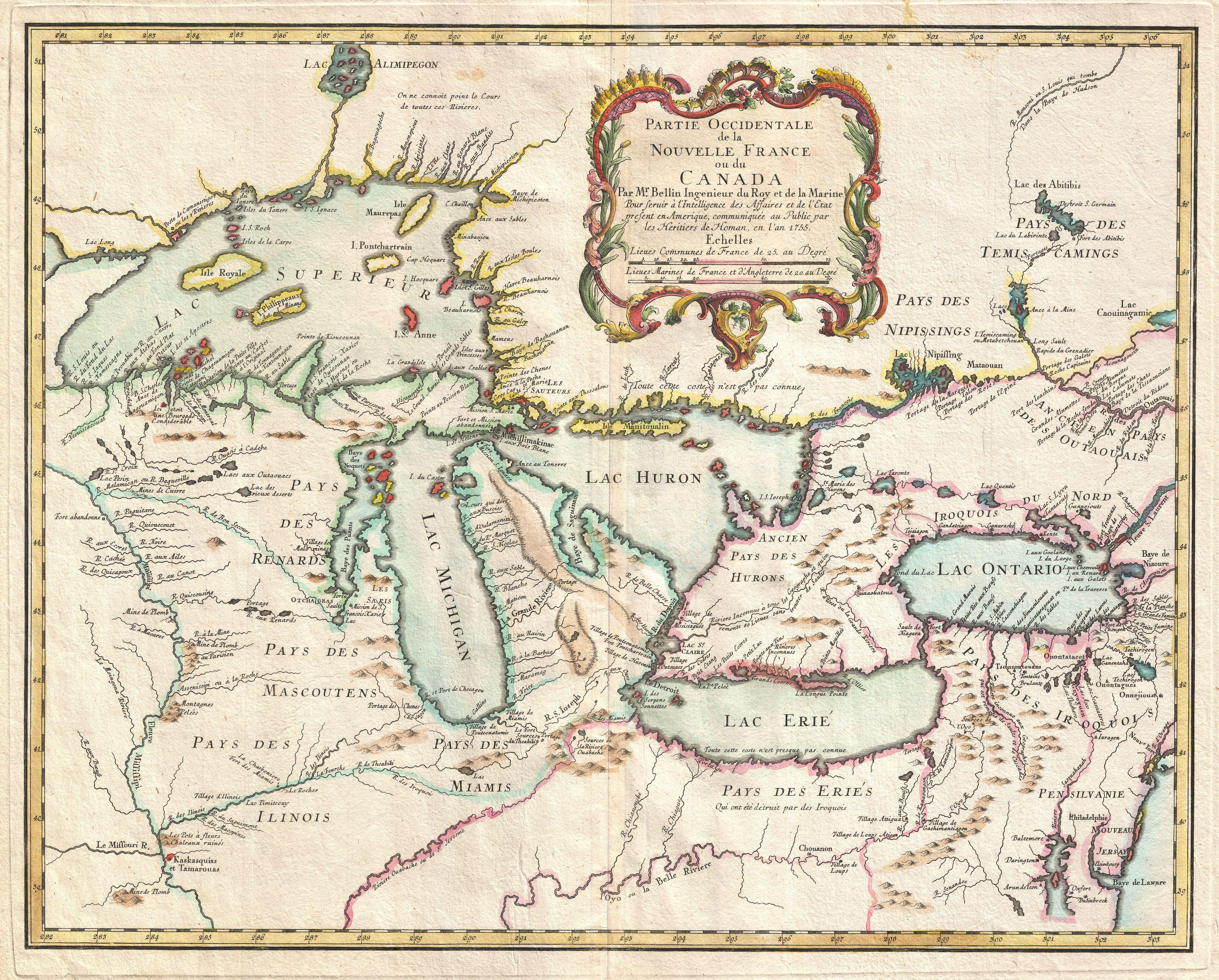
Die Großen Seen um 1755

Als Asistagueroüon erscheinen sie erstmals auf einer Karte Champlains von 1616. Ihr Wohngebiet lag danach südlich und westlich des Huronsees. Gabriel Sagard meint, sie lebten zehn Tagereisen westlich des Südendes der Georgian Bay.
Erneut wurden sie von französischen Jesuiten 1639/40 erwähnt, als Jean Nicolet 1638 von Winnebago von ihnen gehört hatte – vorausgesetzt, die Identifizierung von Rasaouakoueton mit Mascouten ist zutreffend. Zu dieser Zeit lebten sie im südlichen Michigan. In den 1640er Jahren lagen sie im Krieg mit Ottawa und der von den Franzosen als Neutrale (fr. Neutres) bezeichneten Stammesgruppe. Wenn auch hier die Identifizierung der Assistaeronon beim Bericht über Grausamkeiten an Indianern mit den Mascouten zutrifft, so wurden diese zu einem erheblichen Teil von 2000 Kriegern der Irokesen und Neutrale umgebracht. In den 1650er Jahren verdrängten sie die Irokesen endgültig aus ihrem Stammesgebiet, ähnlich wie Huronen (1649), Tionontati, Neutrale und andere Stämme vernichtet wurden. Sie zogen um 1655 ans Südende des Lake Michigan und weiter nach Südost-Wisconsin. Doch dort wurden sie von den Winnebago vertrieben, so dass die Mascouten von Michigan nach Wisconsin in Richtung des Mississippi zogen.

### Aufteilung
So mussten sie ihre Flucht fortsetzen. Dabei kam neben einer unteren Gruppe eine obere Gruppe ans Südende des Lake Winnebago und siedelte mit den Wea (Miami) zusammen, konnte sich 1658 für kurze Zeit in der Green Bay halten, wo die Winnebago selbst hatten fliehen müssen, doch mussten sie 1660 erneut den Irokesen weichen und an den Winnebago-See gehen. Hier gerieten sie nun in unüberwindbare Schwierigkeiten. Ständigen Angriffen von Irokesen und Dakota ausgesetzt, zu weit nördlich, um noch, wie gewohnt von Maisanbau leben zu können, traf sie 1665 eine französische Pelzhändlergruppe von 400 Mann, einschließlich ihrer indianischen Verbündeten, in völliger Auflösung an. Noch im selben Jahr mussten sie Richtung Mississippi fliehen, doch bewirkte ein Friedensvertrag zwischen Irokesen und Franzosen, dass sie zurückkehren konnten.
Hier kam es 1668 zu einem ersten direkten Kontakt mit Franzosen. Die untere Gruppe blieb am Mississippi. 1669 identifizierte der Jesuit Claude-Jean Allouez die Mascouten erstmals als eigenen Stamm. Ihm bestätigten die Mascouten, dass sie tatsächlich jener Stamm waren, den die Huronen „Assistaeronon“ nannten. Während sie inzwischen wieder mit den Franzosen Handel trieben, vor allem mit Pelzen, verschwanden in diesen Wirren mehrere Algonkinstämme der Region, wie die Kitchigami, Assegun (Bone), Mundua und Noquet. Sie wurden wohl partiell von den Mascouten aufgenommen. Als 1673 Jacques Marquette zu ihnen kam, hatten sich die Wea schon wieder von ihnen getrennt und waren in ein Dorf in der Nähe des heutigen Chicago gezogen. Die Mascouten zogen an den Milwaukee, in ein eigenes Dorf, hielten jedoch Kontakt mit den Franzosen in der Green Bay, französisch la Baye.
1679 und 1680 wurden die Mascouten in Konflikte zwischen verschiedenen französischen Händlergruppen gezogen. Als Robert Cavelier de La Salle versuchte, direkten Kontakt zu den Stämmen der Illinois-Konföderation im Süden aufzunehmen, behinderten ihn die Franzosen von Green Bay, und scheuten sich nicht, ihm von den Mascouten und anderen den Weg verlegen zu lassen. Dennoch gelang es LaSalle 1680 Fort Crèvecoeur am oberen Illinois zu errichten. Der Mascouten-Häuptling Manso versuchte, die Konföderation zur Vertreibung des Franzosen zu veranlassen – auch im Namen der Irokesen. Der Streit um die Pelze, die z. T. aus benachbarten Stammesgebieten geholt wurden, eskalierte, und es kam zu offenen Kämpfen, die selbst für die Zeit der Biberkriege ausgesprochen brutal geführt wurden. Ab 1682 wurden auch die Mascouten bei Chicago in diesen Krieg hineingezogen. Die Irokesen versuchten, Fort St. Louis zu erobern, doch scheiterten sie 1684 und mussten sich zurückziehen.
Eine untere Gruppe siedelte mit Fox und Kickapoo am Milwaukee River. Sie wurde, da sie im Gegensatz zu der nun etwas besser geschützten oberen Gruppe, von Irokesen an den Mississippi getrieben. Währenddessen versuchten die Franzosen eine Allianz der Algonkin an den Großen Seen gegen die Irokesen zu schmieden, eine Allianz, die einen Nebenschauplatz des Krieges zwischen England und Frankreich darstellte, dem King William’s War (1688–96). Obwohl die Franzosen recht erfolgreich waren und die Irokesen zu einem Friedensschluss veranlassten, verursachte ein erster Preissturz bei Pelzen, dass zahlreiche Lizenzen zum Pelzhandel nicht verlängert wurden. So endete der Pelzhandel an den westlichen Großen Seen abrupt im Jahr 1696. Dabei hatte Nicolas Perrot, der Kommandant von La Baye noch weitere Forts errichten lassen, wie Fort St. Nicolas bei Prairie du Chein und Fort St. Antoine am Lake Pepin am Mississippi (1685 und 1686). Doch 1691 kam es zwischen Mascouten, Fox, Kickapoo und Dakota erneut zu kriegerischen Auseinandersetzungen. Die Mascouten fühlten sich von den Franzosen, die nicht mehr die Preise bezahlen konnten, wie noch vor wenigen Jahren, betrogen, fühlten sich zugleich von den Waffenlieferungen an ihre Feinde bedroht. Sie raubten Perot aus und mehrere französische Händler wurden umgebracht. Nur der Fürsprache der Kickapoo verdankte er sein Leben.

### Wabash-Bündnis
Die Mascouten von Chicago folgten 1695 den Wea und zogen nach West-Indiana. 1701 saßen sie am Ohio im südlichen Illinois, dort wurden sie im folgenden Jahr Opfer einer Pockenepidemie. Außerdem wurden sie von den britischen Verbündeten, den Chickasaw bedrängt, so dass sie mit den Miami-Stämmen der Wea und Piankashaw ein Bündnis eingingen. Dieses wurde als Wabash-Stämme bekannt. Gegen 1710 wütete erstmals die Malaria an Ohio und Mississippi und dezimierte Wabash-Stämme.

### Fort Pontchartrain und Fox-Kriege
Eine neuerliche Wende im Pelzhandel – die Regierung in Paris wollte, trotz zahlreicher Eingaben, hierin möglichst wenig investieren – brachte das Auftreten des Antoine Cadillac, der Fort Pontchartrain bei Detroit für den Handel mit allen Stämmen der Großen Seen öffnete. Danach zogen diese zu Tausenden in die Gegend.
Die untere Gruppe der Mascouten zog gegen 1712 ebenfalls in die Gegend des Forts Detroit (Détroit). Doch Potawatomi, Huronen und Ottawa forderten die rund 1000 Fox und Mascouten zum Abzug auf. Doch die wollten ihre alte Heimat nicht wieder aufgeben.
Es kam zu den Fox-Kriegen von 1712 bis 1716 und von 1728 bis 1737, die fast zur Ausrottung der Mascouten führten. Nach einem Überfall auf eine Jagdgruppe durch Ottawa und Potawatomi in der Nähe des St. Joseph River versuchten die Franzosen zu vermitteln, doch sahen sie sich bald einer Belagerung durch Fox, Kickapoo und Mascouten ausgesetzt. Doch wurden die Belagerer wenig später durch Huronen, Ottawa, Potawatomi und Mississauga (Ojibwe) abgeschlachtet. Rund tausend von ihnen starben. Die überlebenden Kickapoo und Mascouten flohen nach Wisconsin und lieferten sich mit den Franzosen drei Jahre lang Überfälle und Rachefeldzüge. Zwar kam es 1716 zu einem Friedensschluss, doch lieferten sich Fox und Peoria (Illinois) Auseinandersetzungen, die die Fox zu einer Kriegsallianz mit Winnebago und Dakota veranlassten.
Nun fürchteten ihrerseits die Franzosen eine von Briten inspirierte Wendung der Allianz gegen ihre Interessen. Daher lösten sie die Winnebago und Dakota aus dem Bündnis und isolierten die Fox, denen schließlich nur noch die Kickapoo und Mascouten als Verbündete blieben. Als sich diese weigerten, französische Gefangene umzubringen, zerstritten sich die Fox auch mit ihnen. Die Schlacht von 1730, in der die Fox fast ausgerottet wurden, sah die beiden ehemaligen Verbündeten auf Seiten der Sieger.

### Pocken
1746 schlossen sich Potawatomi, Menominee und Ojibwe gegen die Peoria zusammen, um sie aus ihrem letzten Gebiet im südlichen Wisconsin zu vertreiben. 1751 und 1754 gelang es den Mascouten, Kickapoo und Potawatomi Gebiete in Nord-Illinois zu besetzen. Doch 1751 traf die Mascouten abermals eine Pockenepidemie, die nur rund 300 von ihnen am Leben ließ.

### Vermischung mit Wabash-Stämmen, Briten
Der andere Zweig der Mascouten, die Wabash-Mascouten verschmolz derweil zunehmend mit den Stämmen am Wabash River. Wie stark diese Stämme schon vermischt waren, zeigt der Fall des 1750 von den Franzosen freigelassenen Miami-Häuptlings Le Loup, dessen Vater ein Kickapoo und dessen Mutter eine Mascouten war.
Während des britisch-französischen Krieges handelten die Mascouten mit den Franzosen von Fort Ouiatenon (Lafayette, Indiana), bis 1759 Québec an die Engländer fiel. Das Fort wurde 1760 britisch, und die neuen Herren zwangen die umliegenden Stämme, den Handel fortzusetzen. Der Kommandant Jeffrey Amherst erhöhte die Preise für Handelswaren, reduzierte die Ausgabe von Schießpulver und stellte auch die Geschenke an die Häuptlinge ein. In Verbindung mit einem heißen und trockenen Sommer brachte dies die Versorgung der Mascouten in größte Schwierigkeiten.

### Pontiac, Fortsetzung des Krieges gegen die Briten
In dieser Situation tauchte Neolin, ein Prophet der Delaware auf, der die Abkehr von den Handelswaren und die Rückkehr zur traditionellen Lebensweise predigte. Zugleich bereitete Pontiac seinen Aufstand vor, der ab Mai 1763 sechs der neun britischen Forts in der Region in seine Hand brachte. Zwar gelang auch die Eroberung von Fort Ouiatenon, doch Pontiacs Aufstand brach zwei Jahre später zusammen.
Noch 1764, die Franzosen hatten den Krieg längst beenden müssen, kamen Mascouten, Wea, Piankashaw, Miami und Kickapoo nach Fort de Chartes, um Pierre de Villiers, den letzten französischen Kommandanten in Illinois, um Nachschub zu bitten, um den Krieg gegen die Briten fortsetzen zu können – doch der musste ablehnen. Nur Mascouten und Kickapoo setzten den Krieg dennoch fort.
Als Colonel George Croghan die Übergabe französischer Forts entgegennehmen wollte, wurde seine Truppe im Juni 1765 von 80 ihrer Männer an der Mündung des Wabash River attackiert. Dabei kamen zwei Shawnee-Häuptlinge ums Leben. Nun bemühten sich alle Stämme, die längst in Friedensverhandlungen mit den Briten steckten, einen neuen Krieg zwischen den Stämmen zu verhindern. Tatsächlich waren nun die beiden Stämme bereit, die Übernahme der Forts zu akzeptieren.
Die Wisconsin Mascouten wurden zum letzten Mal in einem Bericht von Thomas Hutchins von 1768 erwähnt. Sie wurden von den Präriestämmen der Kickapoo oder Potawatomi im nördlichen Illinois absorbiert. Die Wabash Mascouten wurden noch 1774 von den Briten mit Gewaltandrohungen von der Teilnahme am Lord Dunmores Krieg abgehalten, den Shawnee und Mingo gegen die Amerikaner führten.

### USA
Als 1778 200 Amerikaner unter Führung von George Rogers Clark den Briten das Gebiet streitig machten, boten die Wabash ihm Unterstützung an, doch er lehnte diese mit größter Verachtung ab. Damit trieb er die Wabash-Stämme in ein Bündnis mit den Briten und selbst nach dem Krieg bekämpften sie noch immer Amerikaner, die illegal im Ohio-Tal siedelten. Die 1786 begonnenen Feindseligkeiten endeten erst 1791, nachdem Colonel John Hardin 52 Frauen und Kinder gefangen genommen hatte. Die Mascouten verließen die westliche, anti-amerikanische Stammesallianz und schlossen 1792 den Putnam-Vertrag. Von den 31 unterzeichnenden Häuptlingen waren zwei Mascouten. Zum Friedensschluss wird auch beigetragen haben, dass sie sich nach diplomatischen Schritten der USA nicht mehr in St. Louis versorgen konnten, weil die Spanier diese Hilfe einstellten. Nach dem Erwerb von Louisiana durch die USA (1803) werden die Mascouten nur noch zweimal als Teil der Kickapoo erwähnt.